# 転置写像
線型代数学におけるベクトル空間の間の線型写像の転置（てんち、英: transpose）は、各ベクトル空間の双対空間の間に誘導される。そのような転置写像 (transpose of a linear map) はもとの線型写像を知るためにしばしば有用である。この概念は随伴函手によって一般化することができる。

## 定義
同じ係数体 F 上のベクトル空間 V, W と線型写像 f: V → W があるとき、その転置 (transpose) または双対 (dual), 随伴 (adjoint) は
{\displaystyle {}^{t}\!f\colon W^{*}\to V^{*};\quad \varphi \mapsto \varphi \circ f}
と定義される。得られる汎函数 tf(φ) を φ の f に沿った引き戻し と言う。
この転置は以下の等式: 任意の φ ∈ W* および v ∈ V に対して
{\displaystyle [{}^{t}\!f(\varphi ),\,v]_{V}=[\varphi ,\,f(v)]_{W}\quad (\forall \varphi \in W^{*},v\in V)}
によって特徴付けられる。ただし、括弧 [·,·]V および [·,·]W はそれぞれ V と V* および W と W* の間の自然な双対性である。

## 性質
対応 f ↦ tf は V から W への線型作用素全体の成す空間 L(V, W) と W* から V* L(W*, V*) の間の単射線型写像を与える。この準同型が同型なるための必要十分条件は W が有限次元なることである。V = W ならば線型写像の空間 L(V, V) は写像の合成のもとで線型環を成し、上記の対応は線型環の反準同型、つまり t(f ∘ g) = tg ∘ tf となる。圏論の言葉では、ベクトル空間の双対と線型写像の転置をとる操作は F 上のベクトル空間の圏からそれ自身への反変函手である。二重双対への自然な入射を用いて t(tf) と f が同一視できることに注意。
- 線型写像 u: X → Y および v: Y → Z に対し t(v ∘ u) = tu ∘ tv が成り立つ[4]
- u: X → Y は線型写像とし、部分集合 A ⊆ X, B ⊆ Y および "°" は各部分集合の極集合を意味するものとすれば以下が成り立つ[4]
  - [u(A)]° = (tu)−1(A°),
  - u(A) ⊆ B ならば tu(B°) ⊆ A°.

## 行列表現
V, W の基底をそれぞれとり、線型写像 f が行列 A で表現されているとき、W*, V* の基底は双対基底をとれば、転置写像 tf は 転置行列 tA で表現される（ゆえにこの名がある）。別な言い方として、f が列ベクトルに左から作用する行列 A で表現されるとき、転置 tf は行ベクトルに右から作用する同じ行列 A で表現される。これら二つの観点は、Rn の標準内積によって、列ベクトル空間を行ベクトル空間の双対と同一視すれば同じことを言っている。

## エルミート随伴との関係
転置を特徴付ける恒等式 [f*(φ), v] = [φ, f(v)] は、形の上では作用素の随伴の定義と同じであるが、転置と随伴は同じではない。その大きな違いは、転置が双線型形式であるのに対し、随伴は半双線型形式を定めることである。さらに言えば、転置が任意のベクトル空間に対して定まるのに対し、随伴はヒルベルト空間に対して定まる点も異なる。
ヒルベルト空間 X, Y と線型写像 u: X → Y に対し、u の転置 tf と随伴 u* は関係がある。I: X → X* および J: Y → Y* をそれぞれ、ヒルベルト空間 X および Y のそれぞれの双対空間への自然な反線型等距同型とすれば、u* は写像の合成
{\displaystyle Y{\overset {J}{{}\to {}}}Y^{*}{\overset {{}^{t\!}u}{{}\to {}}}X^{*}{\overset {I^{-1}}{{}\to {}}}X}
に等しい。

## 函数解析学への応用
位相線型空間 X, Y と線型写像 u: X → Y に対し、u の性質の多くは随伴 u* に反映する。
- A ⊆ X および B ⊆ Y はともに弱閉凸集合で 0 を含むとすれば、u*(B°) ⊆ A° ならば u(A) ⊆ B が成り立つ[4]。
- tu の核空間は、u の値域 u(X) に直交する Y* の部分空間である[4]。
- tu が単射となるための必要十分条件は、u の値域 u(X) が弱閉となることである[4]。

## 注
1. ↑  Treves 1999, p. 240.
2. ↑  Schaefer 1999, p. 128.
3. ↑  Halmos 1974, §44.
4. 1 2 3 4 5  Schaefer 1999, pp. 129–130.
5. ↑  Treves 1999, p. 488.